# The Dicks
The Dicks fue una banda estadounidense de punk rock formada en Austin (Texas) en 1980. El grupo original se disolvió en 1986 pero se reconstituyó en 2004. The Dicks es considerada influyente por introducir el sonido hardcore punk e incorporar el blues rock a su sonido.
La banda pasó por dos transformaciones a principios de los años 1980, cambiando su composición cuando el cantante Gary Floyd se mudó de Austin (Texas) a San Francisco en 1983. La formación original volvió a reunirse en 2004. The Dicks componía letras socialistas durante el gobierno de Ronald Reagan, por lo que no fueron ajenos a la polémica. Gary Floyd fue uno de los pocos músicos del ambiente punk en admitir su homosexualidad.

## Historia inicial
The Dicks se formó en Austin en 1980 compuesto por Gary Floyd, Buxf Parrott, Pat Deason y Glen Taylor. Su primer sencillo se tituló "Dicks Hate The Police", que se estrenó en 1980, logrando mucha atención y ahora es considerado como un disco clásico de hardcore punk. En la canción Gary Floyd canta sobre un policía que abusa de su poder con las minorías y que se desquita con los civiles.
The Dicks a menudo tocaba en sus espectáculos con las primeras bandas hardcore de Texas tales como MDC, The Offenders y The Big Boys. Y su primer álbum de larga duración fue un álbum compartido con The Big Boys titulado Live at Raul's Club. Los Dicks destacaban en su época por ser el único grupo que tocaba temas contra la homofobia y sobre la identidad sexual como "Saturday Night at the Bookstore" y "Off Duty Sailor" los cuales abordaban temas como.
En 1983 Floyd deja Texas y se traslada a San Francisco y empezó tocar en directo y grabar una nueva versión de The Disks, con los nuevos miembros como Tim Carrol, Sebastian Fuchs y Linn Peko, (anteriormente miembro de "The Wrecks" una banda totalmente femenina). El LP Kill From The Heart se lanzó en 1983 en SST Records y These People en 1985 por Alternative Tentacles Recods. El grupo se disolvió en 1986, aunque la formación de Austin se reunía de vez en cuando durante las décadas de 1980 y 1990 se reunían de vez en cuando para tocar algunos espectáculos.[cita requerida].

## Influencia en otros artistas
La banda de Austin Butthole Surfers finalizó su álbum de 1984 Psychic... Powerless... Another Man's Sac con un tema cowpunk titulado "Gary Floyd", en honor de líder de la banda The Dicks. 
La popularidad de The Dicks resurgió en los inicios del grunge cuando Sub Pop Records editó una versión de "Dicks Hate The Police" de la banda de Seattle Mudhoney. Poco después el grupo de Chicago "The Jesus Lizard" (del cual tres de sus cuatro componentes eran de Austin) estrenaron su versión del tema de The Dicks "Wheelchair Epidemic". 
En su canción "Ode", de 2004, la banda de queercore Limp Wrist rindió homenaje a Gary Floyd y Randy Turner (alias "Biscuit") de Big Boys, entre otros, que se enfrentaron a la homofobia del punk de los años 1980, mostrándose públicamente gais dentro de un movimiento contracultural pero mayoritariamente homofóbico.

## Proyectos posteriores y reunificación
Gary Floyd posteriormente fundó Sister Double Happiness en San Francisco en 1986. Tras el final de esa banda formó la "Gary Floyd Band" con la que tocó principalmente en Europa. Al final de los años 1990 Floyd tocó en Black Kali Ma y editó un álbum con Alternative Tentacles Records. Floyd actualmente está en una banda que se llama "Buddha Brothers". Buxf Parrott y Pat Deason, miembros originales de Dicks, actúan en Austin con la banda de neo-bluegrass Shootin' Pains. Perko se unió a Imperial Teen. Parrott y Deason tocaron en "Trouser Trout" y también en "Pretty Mouth".
Desde 2004 The Dicks se han reunido para tocar en varios conciertos en Austin y en otros lugares. La formación de la banda para estos espectáculos ha sido la original, con la excepción de Glen Taylor, que falleció en 1997. Su puesto fue cubierto por tres guitarristas oriundos de Austin: Mark Kenyon, Brian McGee y Davy Jones. Durante el show que la banda dio para los Austin Music Awards de 2009 , el cantante de Jesus Lizard, David Yow, se unió a la banda en el escenario para interpretar "Wheelchair Epidemic". El mismo espectáculo se anunció la inclusión de The Dicks en el Salón de la fama de la música de Texas.

## Miembros
| Miembros actuales - Gary Floyd – cantante (1980–1986, 2004–presente) - Buxf Parrott – bajo, guitarra, cantante (1980–1983, 2004–presente) - Pat Deason – batería (1980–1983, 2004–presente) - Mark Kenyon – guitarra (2004–presente) - Davy Jones – guitarra (2005–presente) | Exmiembros - Glen Taylor (fallecido) – guitarra, bajo (1980–1983) - Debbie Gordon – mánager (1982–1986) - Tim Carroll – guitarra (1983–1986) - Lynn Perko – batería (1983–1986) - Sebastian Fuchs – bajo y cantante (1983–1986) - Brian Magee – guitarra (2004–2005) |

## Discografía

### Álbumes
- Live at Raul's Club LP (1980), Rat Race – Split con The Big Boys
- Kill from the Heart LP (1983), SST Records
- These People LP (1985), Alternative Tentacles
- 1980-1986 CD (1997), Alternative Tentacles – compilación con material fuera de circulación
- Dicks Live! Hungry Butt (2006), Hot Box Review
- Ten Inches 10" (2006), Delta Pop Music

### Sencillos
- "Hate The Police" 7" (1980), R Radical Records
- "Peace?" 7" (1984), R Radical Records
- Live At Raul's 2x7" (1992), Selfless Records - split con The Big Boys
- Hog 7" (2006), Delta Pop Music

### Apariciones en álbumes recopilatorios
- "Gilbeau" de Cottage Cheese from the Lips of Death (1983), Ward 9 Records
- "I Hope You Get Drafted" de P.E.A.C.E./War (1984), R Radical Records
- "Legacy of Man" de Rat Music for Rat People Vol. 2 (1984), CD Presents, Ltd